# Čáslav
Čáslav (tyska: Tschaslau) är en stad i östra Tjeckien. Den är belägen i regionen Mellersta Böhmen. Per den 1 januari 2016 hade staden 10 378 invånare.